# Commelina lukei
Commelina lukei är en himmelsblomsväxtart som beskrevs av Robert Bruce Faden. Commelina lukei ingår i släktet himmelsblommor, och familjen himmelsblomsväxter. Inga underarter finns listade.